# König (Spanien)
Der König von Spanien (spanisch rey) ist das Staatsoberhaupt Spaniens. Seine Funktionen sind im Wesentlichen im Zweiten Titel der Verfassung vom 27. Dezember 1978, Von der Krone (Artikel 56 bis 65), niedergelegt. Seit dem Jahr 1700 werden die Könige von Spanien (mit Unterbrechungen) vom Hause Bourbon-Anjou gestellt. Aktueller König ist Felipe VI.

## Stellung im Verfassungsgefüge
Der König als Staatsoberhaupt ist Symbol der Einheit und Beständigkeit Spaniens. Ihm kommt insbesondere eine Rolle als Wächter und Moderator über die verfassungsmäßige Amtsführung durch die staatlichen Organe zu. In Ausübung dieser Rolle gelang es König Juan Carlos I., den Putsch vom 23. Februar 1981 durch die bloße Autorität seines Amtes niederzuschlagen.
Ferner kommt dem König die Repräsentation des Staates im Ausland zu, wobei hier besonderer Augenmerk auf die Nationen der Geschichtsgemeinschaft (Comunidad Histórica) Spaniens gelegt wird.
Der König selbst unterliegt keiner Verantwortlichkeit gegenüber anderen Verfassungsorganen. Jedoch bedürfen seine Amtshandlungen bis auf Geschäfte des Königshauses selbst der Gegenzeichnung durch den Ministerpräsidenten bzw. der Minister, welche dann ihrerseits die Verantwortung tragen.
Zu seiner Amtseinführung leistet der König vor den Cortes Generales einen Amtseid, der insbesondere die Achtung der Bürgerrechte und der Rechtsstellung der Autonomen Gemeinschaften beinhaltet.

## Aufgaben
Dem König kommen folgende Aufgaben zu:
- Ausfertigung und Verkündung der vom Parlament beschlossenen Gesetze
- Erlass der im Ministerrat beschlossenen Verordnungen
- Einberufung und Auflösung der Cortes Generales auf Vorschlag der Regierung
- Ausschreibung allgemeiner Wahlen auf Vorschlag der Regierung
- Ansetzung von Volksabstimmungen auf Vorschlag der Regierung
- Vorschlag, Ernennung und Entlassung des Ministerpräsidenten (Presidente del Gobierno), der seinerseits eine Mehrheit im Parlament hinter sich haben muss
- Ernennung und Entlassung der vom Ministerpräsidenten vorgeschlagenen Regierungsmitglieder
- Vergabe ziviler und militärischer Ämter gemäß Regierungsbeschluss
- Verleihung von Ehren und Auszeichnungen
- Information über die Angelegenheiten des Staates, wozu er auf Antrag des Ministerpräsidenten an den Sitzungen der Regierung teilnehmen kann
- formeller Oberbefehl über die Streitkräfte
- Ausübung des Gnadenrechtes
- Schirmherrschaft über die königlichen Akademien
- Akkreditierung der Botschafter
- Ratifikation von Staatsverträgen
- Kriegserklärung und Friedensschluss gemäß Regierungsbeschluss

## Regentschaft
Während der Minderjährigkeit oder dauerhaften Amtsunfähigkeit des Königs wird ein Regent bestellt.
Als Regent des minderjährigen Königs sind in folgender Reihenfolge vorgesehen:
1. der Vater des Königs,
2. die Mutter des Königs,
3. die erste volljährige Person in der Thronfolge.

Regent des amtsunfähigen Königs ist der jeweilige Fürst von Asturien; für die Dauer dessen Minderjährigkeit wird dieser wiederum nach den für einen minderjährigen König geltenden Regeln durch einen Regenten ersetzt.
Das Regentschaftsamt steht nur volljährigen Spaniern offen. Es wird im Namen des Königs ausgeübt. Der Regent leistet bei Amtsantritt den vom König zu leistenden Amtseid, der um Treue zum König erweitert wird.
Für einen minderjährigen König wird darüber hinaus ein Vormund bestellt. Die Bestellung obliegt zunächst dem Testament des verstorbenen Königs. Bei Fehlen einer testamentarischen Verfügung ist der Vater oder die Mutter zum Vormund bestimmt. Fehlen auch diese, obliegt die Bestellung eines Vormundes den Cortes. Nur die Eltern und Voreltern des Königs dürfen Regentschaft und Vormundschaft in sich vereinigen. Die Vormundschaft ist im Übrigen mit jedem politischen Amt unvereinbar.

## Die Königin
Der Ehepartner eines regierenden Königs bzw. einer regierenden Königin ist, wie für heutige europäische Monarchien gewöhnlich, von verfassungsrechtlichen Aufgaben ausgeschlossen, sofern sie (er) nicht Mitregent ist.

## Thronfolge
Das Amt des Königs ist erblich. Die Thronfolgeregelung folgt der Primogenitur unter Bevorzugung der männlichen Linien.
Der Thronfolger (Fürst von Asturien) leistet bei seiner Volljährigkeit den Amtseid des Königs, der um Treue zum König erweitert wird.

## Residenzen
Offizielle Residenz ist der Madrider Palacio Real, in dessen Repräsentationsräumen die Staatsempfänge stattfinden und der – neben Museumstrakten – das Königliche Hofamt beherbergt. Private Wohnsitze der Königsfamilie sind heute der bescheidenere Palacio de la Zarzuela am Stadtrand sowie ein Sommerpalast in Palma. Die Grablege der Könige befindet sich im Escorial. Der frühere Sommerpalast El Pardo wird heute als Gästehaus für Staatsbesuche genutzt, die Königspaläste von Aranjuez, La Granja, Riofrio und der Palacio Real de La Almudaina in Palma gehören zum Patrimonio Nacional und sind als Museen der Öffentlichkeit zugänglich, der Alcázar von Sevilla ist zugleich Museum und königlicher Nebenwohnsitz.

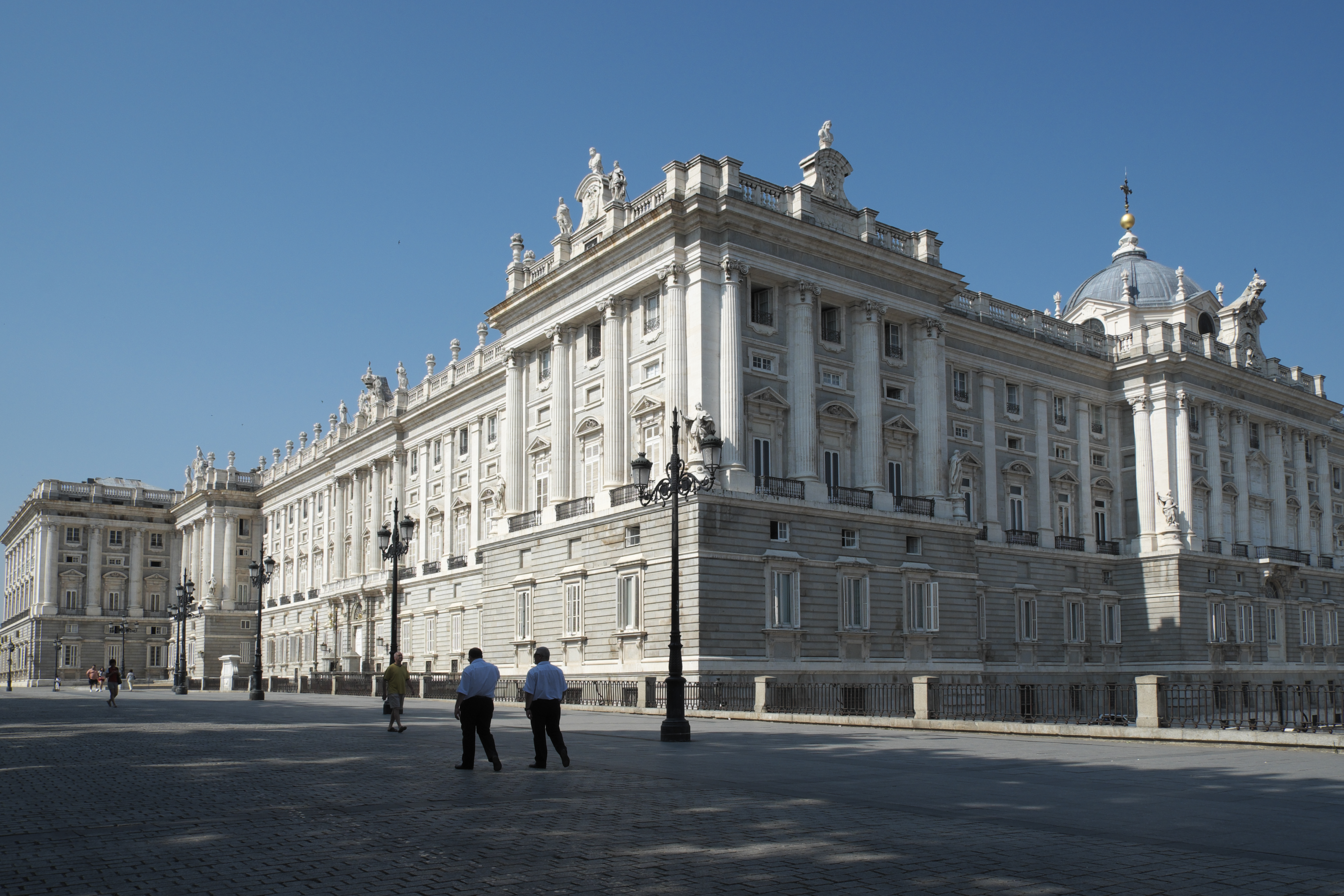
Palacio Real (Madrid)
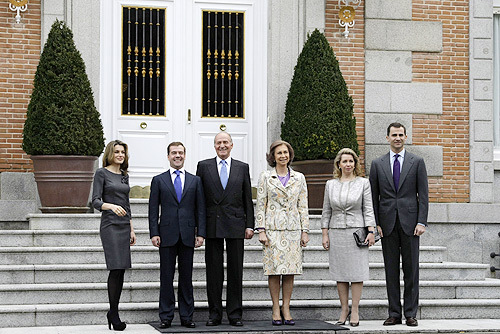
Palacio de la Zarzuela (2009)
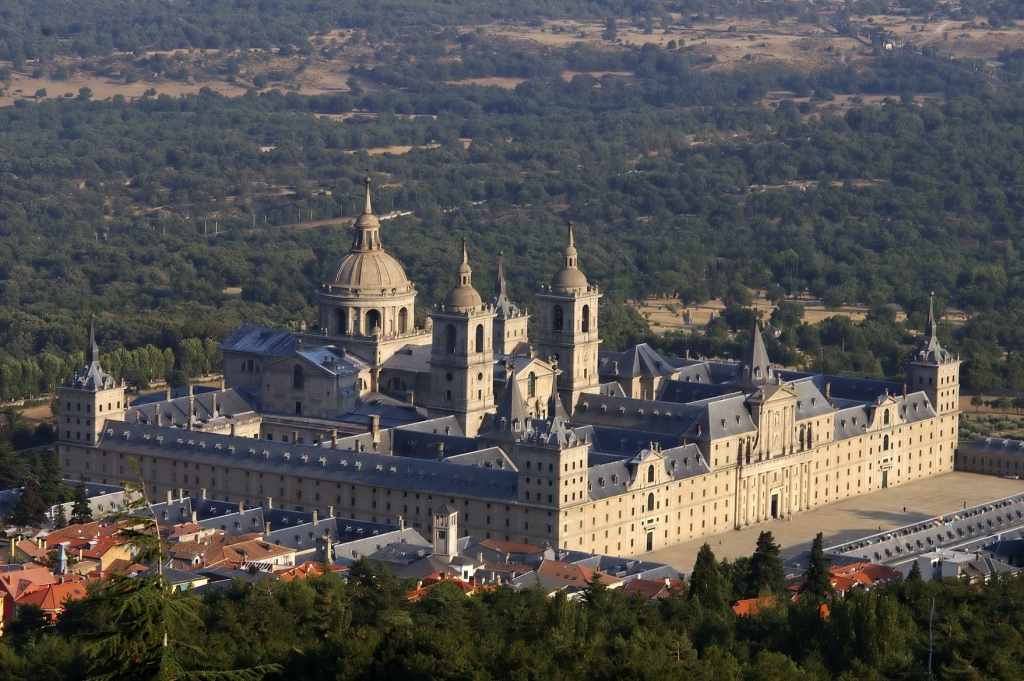
El Escorial, Grablege des Hauses
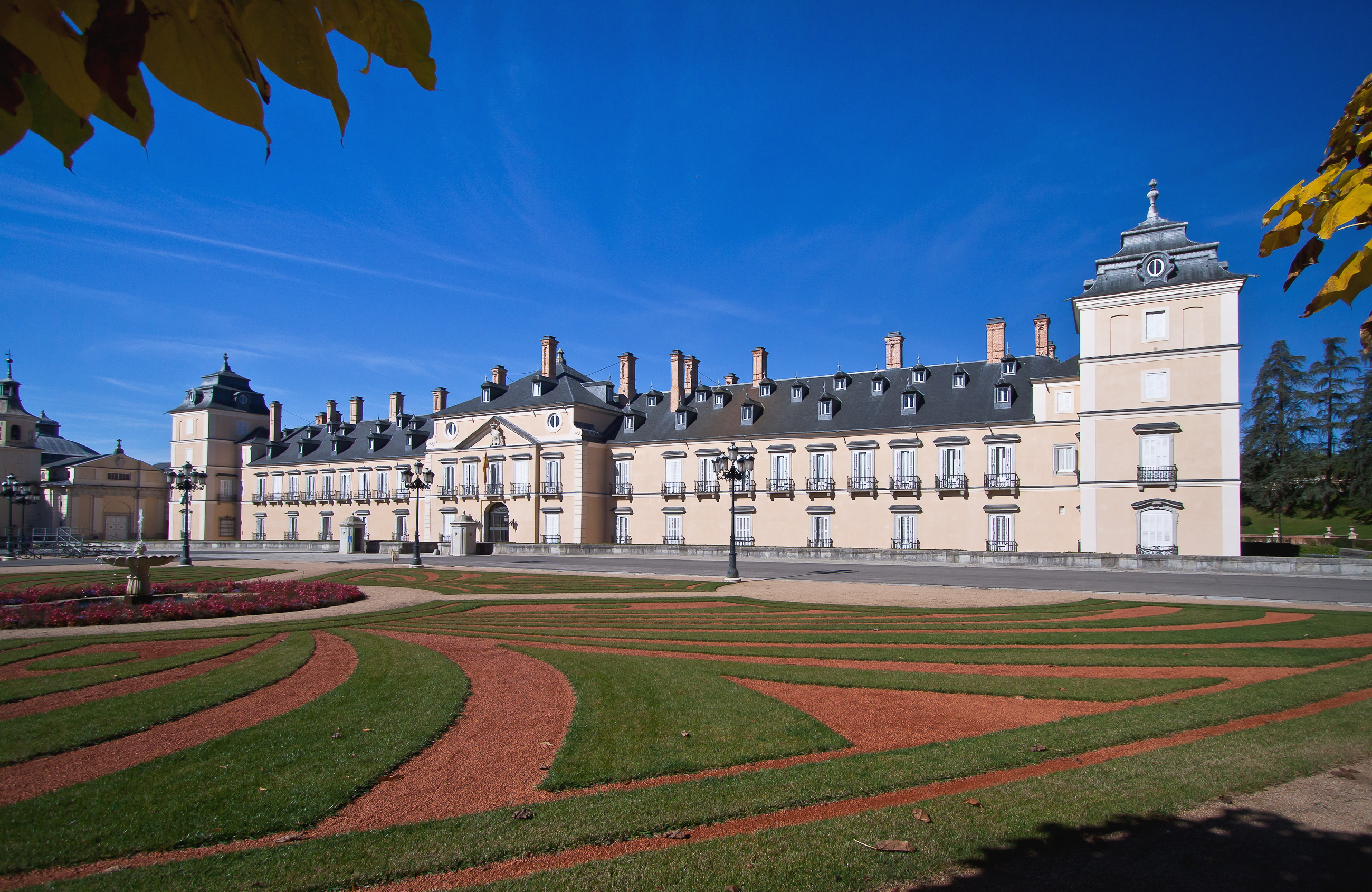
Palacio Real (El Pardo), Gästeschloss
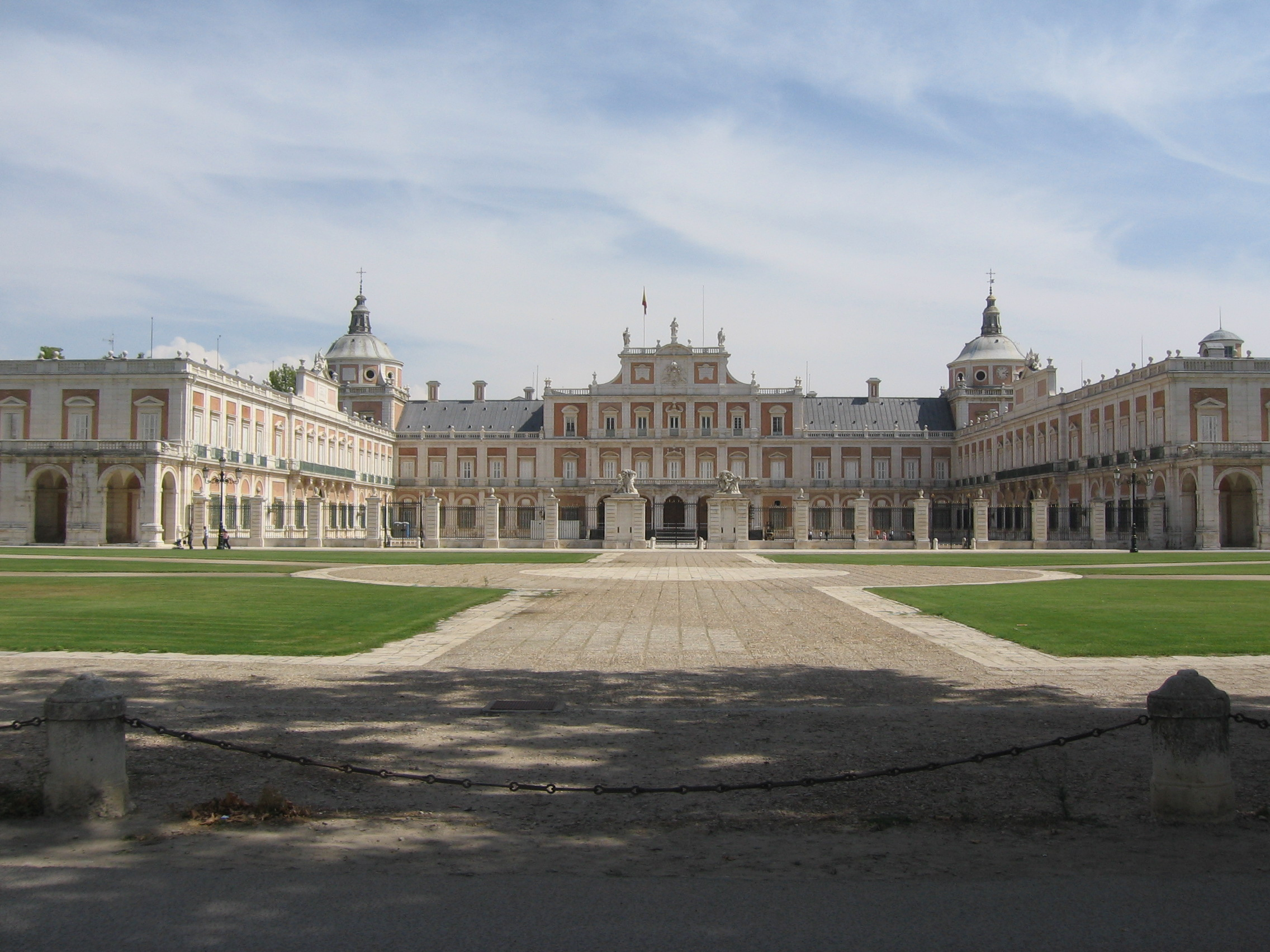
Palacio Real (Aranjuez)
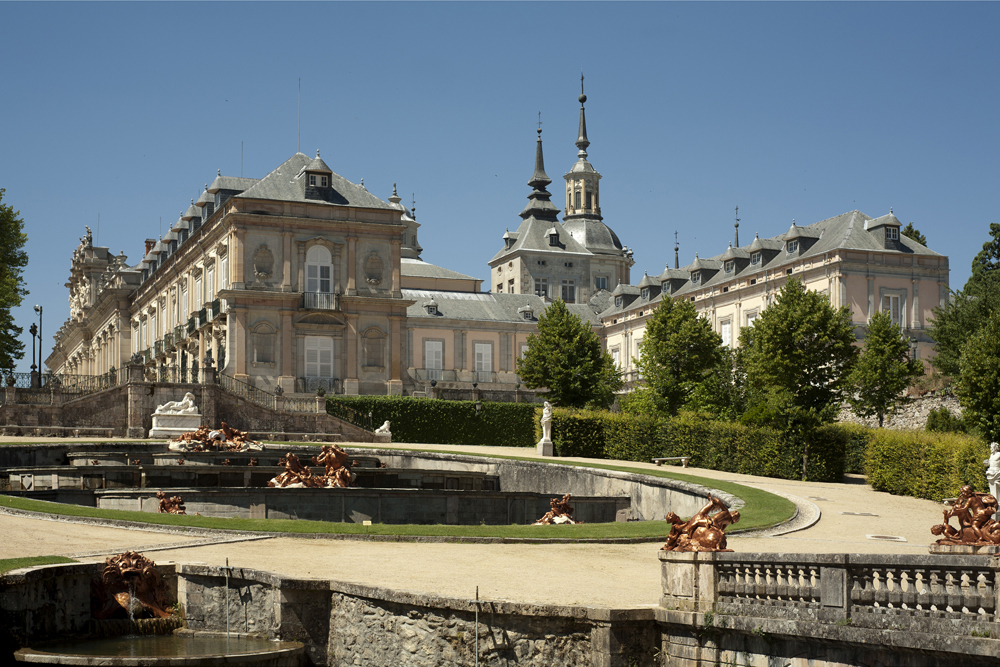
Palacio Real (La Granja)
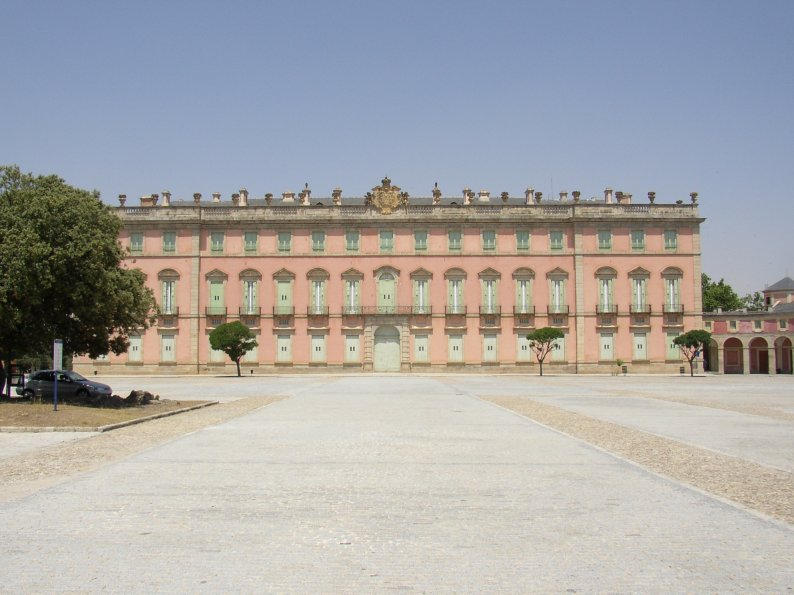
Palacio Real (Riofrio)
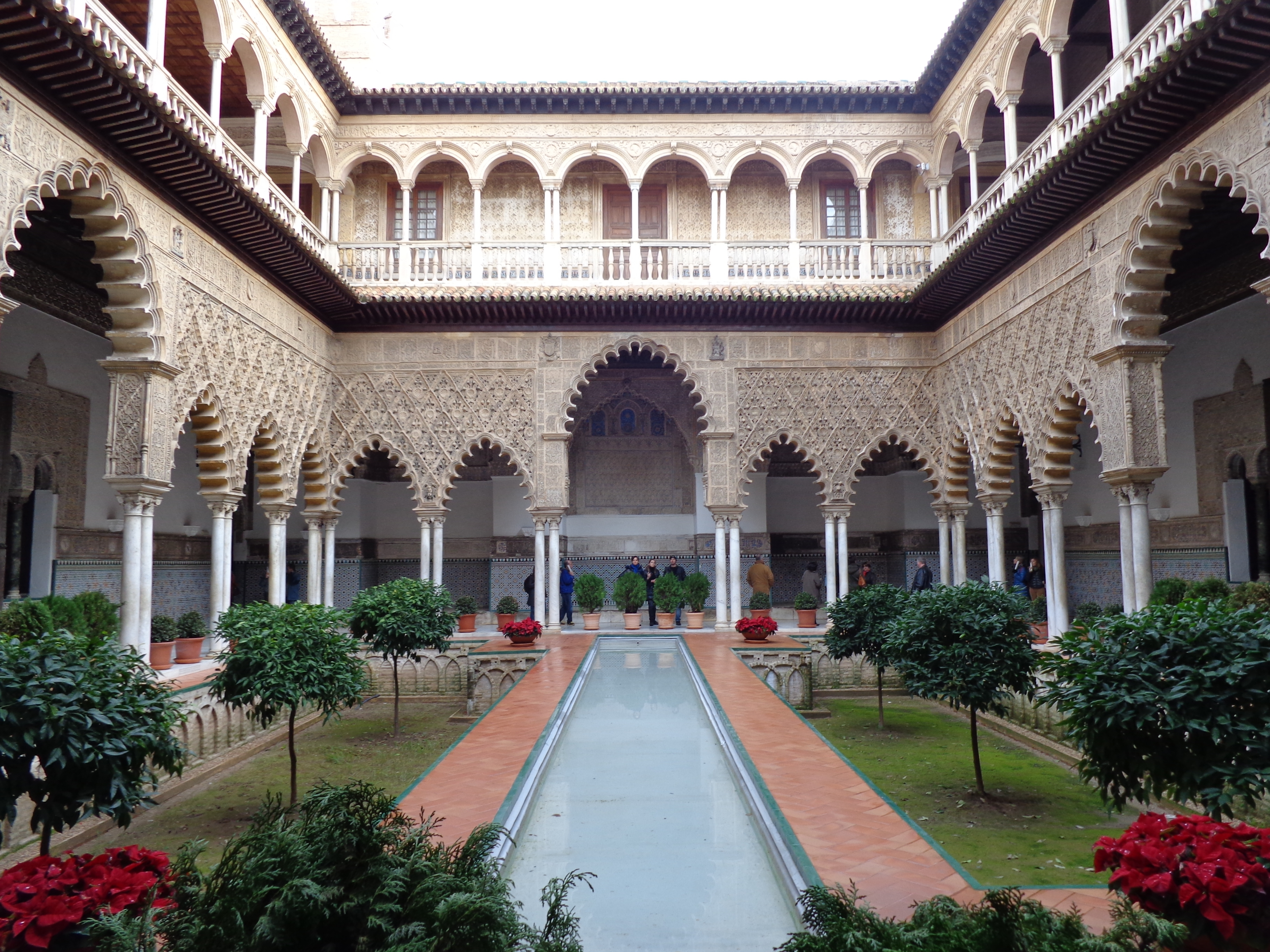
Alcázar (Sevilla)
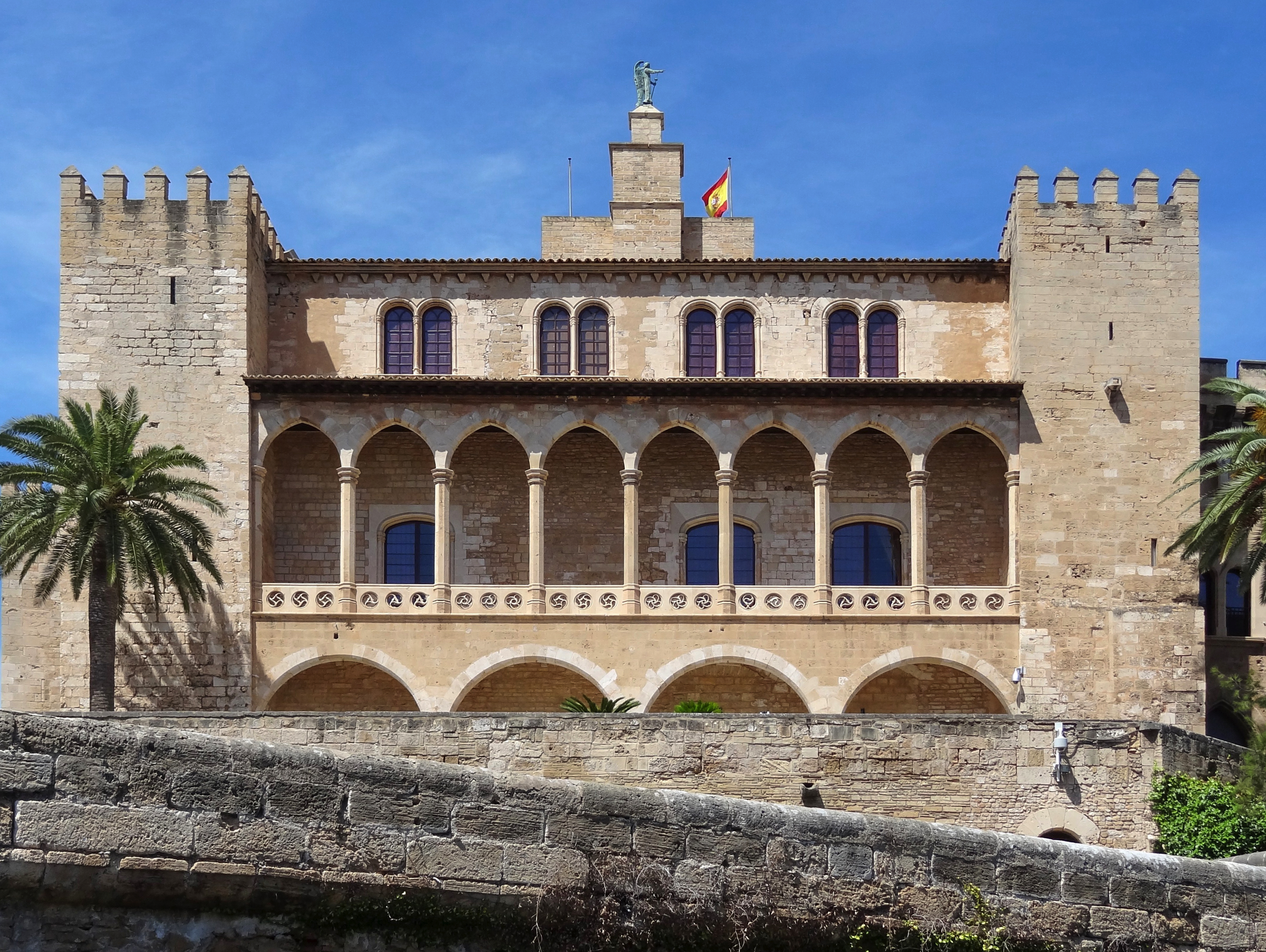
Palacio Real de La Almudaina in Palma

## Titel
Die Verfassung schreibt dem König den Titel Rey de España, also König von Spanien zu. Daneben darf der König die traditionellen Titel der Krone weiterführen. Da gemäß der spanischen Verfassung auch historische und erloschene Titel aufgezählt werden, ist der Monarch:
- König von Spanien,
- König von Kastilien, von León, von Aragón, beider Sizilien (Neapel-Sizilien), von Jerusalem, von Navarra, von Valencia, von Galicien, von Granada, von Córdoba, von Jaén, von Sevilla, von Toledo, von Murcia, von Sardinien, Korsika, Algarve, Algeciras, von Mallorca, der Kanarischen Inseln, der West- und Ostindischen Inseln und der Neuen Inseln und Festländer des Ozeans (Amerika),
- Erzherzog von Österreich,
- Herzog von Burgund, Brabant, Mailand, Athen und Neopatras,
- Graf von Habsburg, Flandern, Tirol, Roussillon, Barcelona, Cerdaña und Gocéano,
- Herr von Biscaya und Molina de Aragón.
- Kaiser ganz Spaniens

In dieser Titulatur kommen auch habsburgische Titel vor. Sie sind Relikte aus der Zeit der Herrschaft der Habsburger bis 1700, die von den nachfolgenden Bourbonen übernommen wurden.

## Weitere Aufgaben
Neben der durch die spanische Verfassung dargelegten Rolle obliegen dem spanischen König noch weitere Aufgaben, die mit seiner Rolle als König einhergehen.
So ist er Großmeister des spanischen Zweiges des Ordens vom Goldenen Vlies und Ehrenprotokanoniker der Papstbasilika Santa Maria Maggiore in Rom. Diese Funktionen sind erblich. Weiters hat er Protektorate und Schirmherrschaften über zahlreiche wohltätige und zivilgesellschaftliche Organisationen inne. Ein Beispiel hierfür ist die Nationale Monarchische Gesellschaft von Spanien.